# Evelyn Knight
Evelyn Knight (geb. Evelyn Davis, 31. Dezember 1917, Reedville (Virginia); gest. 28. September 2007, San Jose, Kalifornien) war eine US-amerikanische Sängerin. Sie war in den 1940er Jahren aktiv und hatte zusammen mit den Stardusters 1949 den Hit „A Little Bird Told Me“, einer Coverversion desselben Songs der afroamerikanischen Sängerin Paula Watson (1927–2003). Der Song führte zu einem Skandal und Rechtsstreit, in dessen Folge das Covern von Songs hoffähig wurde (vor allem für weiße Musiker in den 1950ern). Damon Runyon beschrieb Knight in einer seiner Zeitungskolumnen als „ein geschmeidiges blondes Mädel mit sanfter kleiner Stimme und einem Gesicht, bei dem Mutter keine Einwände gehabt hätte, wenn man sie nach Hause gebracht hätte.“

## Leben

### Jugend
Knights Vater war „Leiter einer geodätischen Vermessung der Regierung“ („head of a geodetic survey for the government“). Sie sang Sopran im Jugendchor in einer Kirche in ihrer Heimatstadt Reedville, Virginia. Nach dem Tod ihres Vaters zog Knight 1926 mit ihrer Mutter nach Arlington County, Virginia. Mit 16 Jahren sang sie in Nachtclubs in Washington unter dem Künstlernamen Honey Davis. Sie trat auch im Radiosender WRC auf, wo sie $16 pro Radiosendung erhielt.
Mit 18 heiratete sie Andrew B. Knight, einen Kriegsphotographen der Washington Post und trat fortan auf als Evelyn Knight.

### Nachtclubs
Eines der ersten Engagements von Knight war im Nachtclub King Cole Room in Washington, D.C. Ein ursprünglicher Zwei-Wochen-Vertrag entwickelte sich zu einem Engagement über fünf Jahre. Gegen Ende dieser Zeit schrieb ein Billboard-Reviewer: „Fünf Jahre lang hat sie den Entertainment-Job in dieser Location übernommen und in diesen fünf Jahren hat sie sich zu einer lokalen Tradition entwickelt… Cool und mit viel Glamour... dieses Mädchen liefert ihre Sachen auf anspruchsvolle Art und Weise.“
Später zog Knight nach New York City, wo sie als Hauptattraktion in Nightclubs in Manhattan auftrat, wie dem Blue Angel und dem Persian Room des Plaza Hotels. Sie begann ihre Plattenkarriere in 1945, als sie einen Vertrag bei Decca Records unterzeichnete und Ende der 1940er nach Los Angeles zog, wo sie im Ciro’s und dem Coconut Grove auftrat.
Weitere Engagements waren in der Tony Martin Show (ab 30. März 1947). 1948 trat sie als Hauptdarstellerin neben Gordon MacRae im Star Theater bei CBS auf. Außerdem war sie in Barry Woods Million Dollar Band zu hören und in einem wöchentlichen Programm der CBS auf Kurzwelle für Lateinamerika. Regelmäßig war sie im Club Fifteen, in Happy Island, und The Lanny Ross Show.

### Karriere
Während eine Zeitspanne von sieben Jahren Ende der 1940er und Anfang der 1950er hatte Knight zwei Nummer–1–Hits und 13 Platten, welche die Top 40 erreichten. Ihr Debütalbum war „Buffalo Gals“ (Dance with a Dolly (With a Hole in Her Stocking)) für Decca Records 1945. Schon dieses Album wurde ein Top–10–Hit.
1948 nahm sie mit den Stardusters den Millionen-Seller „A Little Bird Told Me“ auf, der sieben Wochen lang auf Platz Nummer 1 und fünf Monate lang in den Charts blieb. Noch im selben Jahr nahm sie „Powder Your Face with Sunshine“ auf; der Song erreichte ebenfalls Platz 1 und blieb bis ins folgende Jahr in den Charts.
Ein weiterer Hit war „Buttons and Bows“ 1948, den Bob Hope auch im Film The Paleface sang. 1950 veröffentlichte sie „Candy and Cake“, ursprünglich von Mindy Carson gesungen, und „All Dressed Up to Smile“ mit den Ray Charles Singers. 1951 nahm sie ein Duett mit dem Country-Sänger Red Foley auf („My Heart Cries for You“), sowie einige Titel mit Bing Crosby.

### Fernsehen
Knight trat in der The Ed Sullivan Show, der The Colgate Comedy Hour, sowie 1951 zusammen mit Abbott und Costello auf.

## Würdigung

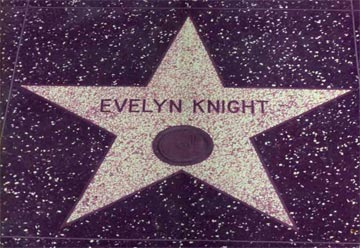
Stern am Hollywood Walk of Fame.

Knight gehörte zu den ursprünglich 1.500 Stars auf dem Hollywood Walk of Fame. Ihr Stern, der am 8. Februar 1960 verlegt wurde, befindet sich an der Adresse 6136 Hollywood Boulevard, im Abschnitt für „Recording“ (Aufnahmen). 1947 berichtete ein Zeitungsartikel: „Sie hat drei 'command performances' für Präsident Truman gegeben“ („She has given three 'command performances' for President Truman“).
2011 wurde „A Little Bird Told Me“ in der Radiospielshow, L.A. Noire von Rockstar Games gespielt. Der Song war einer von mehreren, welche in diese Zeit gehörten. Er wurde während des Spiels nach dem Zufallsprinzip eingespielt.
Eine Fernsehwerbung 2018 mit dem Titel Lucky Guy nutzte Knights Version des Songs „Lucky Lucky Lucky Me“. Die Werbung bewirbt das Auto Tucson des Südkoreanischen Automobilherstellers Hyundai.

## Familie
Nach ihrer Scheidung von Knight, heiratete sie 1951 Johnny Lehmann, einen Songwriter. Ihr Sohn, Andrew Knight Jr. wurde Konzerttour-Lichttechniker. Ihr zweites Kind, Fran, arbeitete bei einer Radiostation in Kalifornien.

## Späte Jahre
Knights Nachruf in The Washington Post schrieb: „Sie zog sich in ihren 30ern abrupt aus dem Showbusiness zurück, um niemals ins Rampenlicht zurückzukehren“ („she abruptly retired from show business in her 30s, never to return to the spotlight“). Sie und ihre Familie zogen 1969 nach Phoenix, Arizona, wo sie bis 2007 lebte. Nach einer Verschlechterung ihrer Gesundheit 2007 zog sie nach San Jose, Kalifornien, wo sie bei ihrer Tochter lebte. Sie starb am 28. September 2007 im Alter von 89 Jahren an Lungenkrebs.

## Chart-Singles
| Jahr | Single                                                  | US Chart |
| ---- | ------------------------------------------------------- | -------- |
| 1944 | „Dance with a Dolly (With a Hole in Her Stocking)“      | 6        |
| 1945 | „Chickery Chick“                                        | 10       |
| 1948 | „A Little Bird Told Me“                                 | 1        |
| 1948 | „Brush Those Tears from Your Eyes“                      | 9        |
| 1948 | „Buttons and Bows“                                      | 14       |
| 1948 | „Powder Your Face with Sunshine (Smile! Smile! Smile!)“ | 1        |
| 1949 | „You're So Understanding“                               | 21       |
| 1949 | „It's Too Late Now“                                     | 22       |
| 1949 | „A Wonderful Guy“                                       | 22       |
| 1949 | „Be Goody Good Good to Me“                              | 29       |
| 1950 | „Candy and Cake“                                        | 20       |
| 1950 | „All Dressed Up to Smile“                               | 25       |
| 1951 | „My Heart Cries for You“                                | 28       |

## Kontroverse um Coverversionen
1948 hatte Supreme Records in Los Angeles den Song „A Little Bird Told Me“ aufgenommen und veröffentlicht. Er war geschrieben worden von Harvey Oliver Brooks (1899–1968) und gesungen von Paula Watson, einer Afroamerikanern, die von dem Gitarristen Mitchell „Tiny“ Webb und anderen begleitet wurde. Ihre Version war 14 Wochen in den Billboard-R&B-Charts 1948 und 1949 und erreichte die Nummer 2 in den R&B-Charts und Nummer 6 in den Pop-Charts.
Die weiße Gesangsgruppe Stardusters sang das Backup.
Knight kopierte Watsons Gesang bis zu dem Grad, dass Musikexperten, die vor Gericht aussagen sollten, die beiden Interpreten nicht unterscheiden konnten. Knight wurde von einer Band begleitet aus Walter Page am Bass, den Stardusters als Vokalisten und Johnny Parker (Vocal und Klatschen) begleitet. Supreme klagte, dass Decca Aspekte der ursprünglichen Aufnahme gestohlen habe, inklusive Arrangement, Textur und Stil der Vocals. Die Rassenfrage war an dieser Stelle kein Thema, aber der Fall diente als Beispiel für weiße Performer, die in den 1950ern ausgiebig die Werke schwarzer Künstler coverten.
Das Gericht entschied den Fall zu Gunsten der Verteidigung und bestätigte eine Entscheidung, dass musikalische Arrangements kein urheberrechtlich geschütztes Eigentum seien – einzelne Interpretationen oder Arrangements eines bestimmten Stils könnten nach dem Gesetz nicht eingeklagt werden. Dieser Prozess eröffnete den Weg zu zahllosen Coverversionen.